# Газ Украина
«Газ Украина» — группа украинских компаний, в основном занимающаяся бизнесом в энергетическом секторе Украины. Группа контролирует 18 % рынка сжиженного газа на территории Украины. Годовой оборот — около 10 млрд долларов. Единственным сбытовым подразделением группы является ООО «Газ-Украина 2009».

## Расследования деятельности группы
В начале 2013 года депутат от партии «Свобода» Юрий Сиротюк обратился в Генеральную прокуратуру и Службу безопасности Украины с просьбой проверить деятельность ГК «Газ Украина». По данным депутата, «Газ Украина» занимается контрабандным ввозом бензина и дизельного топлива, осуществляет махинации на рынке сжиженного газа, монополизировала многие секторы топливного рынка Украины. В депутатском запросе значится, что деятельность группы «Газ Украина» только за 9 мес. 2012 года нанесла ущерб государственному бюджету Украины на сумму не менее 3 млрд грн..
Компания «Газ Украина» опровергает: «Утверждения народного депутата о монополизации рынка сжиженного газа группой компаний „ГазУкраина“ являются откровенной дезинформацией<…> За период 2012 года таможенными органами Украины было выпущено в свободное обращение всего 330 551 тонн сжиженного газа и сырья для его производства, в то время когда компания ООО „Газ Украина 2009“ ввезла всего 47 114 тонн, что составляет 14 % объёма импорта сжиженного газа»..
1 ноября 2010 года издание «Деловая столица» сообщило, что группа неизсетных и не связанных между собой харьковских фирм стала фаворитом аукционов по продаже сжиженного газа у государственных «Укргаздобычи» и «Укрнафты». Среди этих компаний значились: «Укрхарьковгазпоставка-2009», «Запорожгаз-2000», «Луганскпропангаз», «Черкассы-газснаб», «ГазУкраина-2009», «Фискус-21», «Харьков-СПБТ», «Луганскснабгаз», «Крымбутангаз» и «Модус-вивенди». По данным издания, к спецаукциону допускались только компании-покупатели, получившие соответствующее разрешение от аукционного комитета, большинство голосов в котором (6 из 10) принадлежало Минэнергоуглю. Издание предположило, что все эти компании имели единый центр управления — ООО «Экспогаз». По информации «ДС», практически весь пропан-бутан, скупаемый группой компаний «Экспогаз», перепродается украинским газотрейдерам, а также экспортируется.
12 ноября 2012 года в интернет-издании Forbes (Украина) было опубликовано расследование, посвященное деятельности группы компаний «ГазУкраина». Приведен в публикации и список из 55 возможно близких к группе компаний. По данным издания, учредителем и единственным собственником юрлица «ГазУкраина-2009», которое является центральным в группе, на момент публикации являлся житель Харькова Станислав Левченко, 1971 года рождения. 
В расследовании идет речь о судебных разбирательствах в Житомирской, Харьковской, Киевской областях Украины, Автономной Республике Крым, в которых фигурировали компании списка. Некоторые из судов касались подделки документов, фиктивных банкротств, создании видимости товарных поставок, фиктивном предпринимательстве и уклонении от уплаты налогов в особо крупных размерах. По нескольким фатам были возбуждены уголовные дела.
По подсчетам Forbes, за 2011—2012 гг. компании из списка стали победителями тендеров на общую сумму 2,1 млрд грн. Основные заказчики услуг и товаров группы — НАК «Нафтогаз Украини» и его дочерние компании «Черноморнафтогаз», «Укргаздобыча» и «Укртрансгаз». Успех компаний из группы «ГазУкраїна-2009» в гостендерах СМИ связывают с покровительством братьев Сергея и Александра Кацуб. Несколько собеседников Forbes сообщили, что у «ГазУкраїна-2009» установились рабочие отношения с сыном генпрокурора Украины Артемом Пшонкой. Пшонка опроверг эту информацию.
После публикации расследования официальный сайт группы компаний в Интернете был удален.